# Bulbophyllum minutissimum
Bulbophyllum minutissimum (транслітерація українською — бульбофі́ллюм мінуті́сімум) — багаторічна рослина родини зозулинцевих, один з найдрібніших у світі видів орхідей. Ендемік Австралії. Декоративна рослина, яку вирощують з колекційною, а не демонстраційною метою.
Латинська родова назва дослівно перекладається як «бульболист» і вказує на наявність надземних несправжніх бульб, притаманних цим рослинам. У видовій назві відображено найпомітнішу рису цієї орхідеї — надзвичайно малий розмір (від лат. minutissimum — найменший).

## Опис

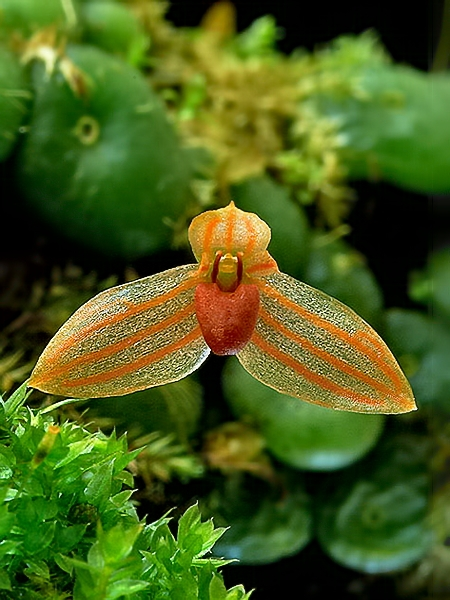
Збільшений вигляд квітки

Трав'яниста рослина, повзучий епіфіт або літофіт. Корені білі, завдовжки до 1 мм, слабкі. Надземні органи представлені несправжніми бульбами пласкої круглої форми, завширшки лише 2-3 мм. Колір цих утворень залежить від екологічних умов: в затінку вони зелені, а при повному освітленні набувають червонуватого кольору. Кожна несправжня бульба має кілька лускоподібних листків завдовжки 1-2 мм. Квітконіс завдовжки 2-3 мм несе одну квітку завширшки до 3 мм. Листочки оцвітини білі чи кремові з трьома помаранчевими або темно-червоними смугами, губа цегельно-червона.
Морфологічно близьким до цього виду є Bulbophyllum globuliforme.

## Екологія та поширення
Bulbophyllum minutissimum — посухостійка рослина, що використовує CAM-фотосинтез. Трапляється на гілках, стовбурах дерев і поверхні скель у світлих лісах, причому типи лісів можуть бути будь-якими: від сухих евкаліптових до вологих мангрів по берегах річок та на болотах. Досить часто цей вид утворює мохоподібні «зарості», що вкривають суцільним шаром прибережні брили та гілля реліктових смоковниць. Висотний діапазон лежить у межах від 0 до 900 м над рівнем моря. Загалом цій рослині притаманна широка екологічна амплітуда, що обумовлює її високу ценотичну стійкість та значне поширення.
Квітне у жовтні — листопаді. Запилюється комахами, втім, специфічні запилювачі, притаманні саме цій рослині поки що не встановлені. Ймовірно, ними виступають мухи, які запилюють інших представників роду Бульбофілюм.
Ареал Bulbophyllum minutissimum не виходить за межі австралійського континенту, тобто ця рослина є ендеміком Австралії. Зона розповсюдження простягається від східної частини Квінсленда до південно-східної частини Нового Південного Уельсу.

## Статус виду
Винищенню цього виду сприяє швидка урбанізація східного узбережжя Австралії, наслідками якої є такі несприятливі для життєдіяльності цієї рослини чинники як: забруднення поверхні стічними водами, лісові пожежі, поширення інвазивних тварин та рослин, зокрема, бирючини, камфорного дерева, лантани. Певну роль відіграє фрагментація осередків зростання. Крім того, цей вид легко культивується, що може сприяти його викопуванню в дикій природі задля пересадки в приватні садки. Втім, вплив останнього чинника поки що не вивчений.
Разом з тим, попри свою тендітність Bulbophyllum minutissimum є досить звичайним і поки що не потребує охоронних заходів. Задля його збереження вчені рекомендують систематично спостерігати за станом популяцій, тому що малі розміри рослини утруднюють звичайні польові дослідження. Ця орхідея представлена у колекціях різних ботанічних садів Австралії.

## Синоніми
- Bulbophyllum moniliforme F.Muell.
- Bulbophyllum moniliforme R.M.King
- Dendrobium minutissimum F.Muell.
- Dendrobium nummulifolium R.King
- Oncophyllum minutissimum (F.Muell.) D.L.Jones & M.A.Clem.
- Phyllorchis minutissima (F.Muell.) Kuntze
- Phyllorkis minutissima (F.Muell.) Kuntze[2]